# Rasheed Broadbell
Rasheed Broadbell (né le 13 août 2000) est un athlète jamaïcain, spécialiste du 110 mètres haies.  

## Biographie
Aux championnats du monde 2022, il est éliminé en demi-finale. Le 4 août 2022, il remporte le titre du 110 m haies des Jeux du Commonwealth 2022, à Birmingham, en établissant un nouveau record personnel ainsi qu'un record des Jeux, en 13 s 08. Le 26 août 2022, il remporte le meeting Athletissima à Lausanne en descendant pour la première fois de sa carrière sous les 13 secondes (12 s 99).
Le 9 juillet 2023, il remporte le titre du 110 m haies lors des championnats nationaux à Kingston en portant son record personnel à 12 s 94 (+0.7 m/s). 
Le 8 août 2024, il obtient la médaille de bronze du 110 m haies à l'occasion des Jeux olympiques d'été de 2024, avec un temps de 13 s 09. 

## Palmarès
| Date | Compétition          | Lieu       | Résultat | Temps   |
| ---- | -------------------- | ---------- | -------- | ------- |
| 2022 | Jeux du Commonwealth | Birmingham | 1er      | 13 s 08 |
| 2024 | Jeux olympiques      | Paris      | 3e       | 13 s 09 |

## Records
| Épreuve     | Temps              | Lieu     | Date           |
| ----------- | ------------------ | -------- | -------------- |
| 110 m haies | 12 s 94 (+0,7 m/s) | Kingston | 9 juillet 2023 |